# 객 (대농령)
객(客, ? ~ ?)은 전한 중기의 관료이다. '객'은 이름자로, 성씨는 알 수 없다.

## 행적
원정 4년(기원전 113년), 대농령에 임명되었다.

## 출전
- 반고, 《한서》 권19하 백관공경표 下

| 전임 공근 | 전한의 대농령 기원전 113년 ~ ? | 후임 장성 |